# ローカルカンピオーネ

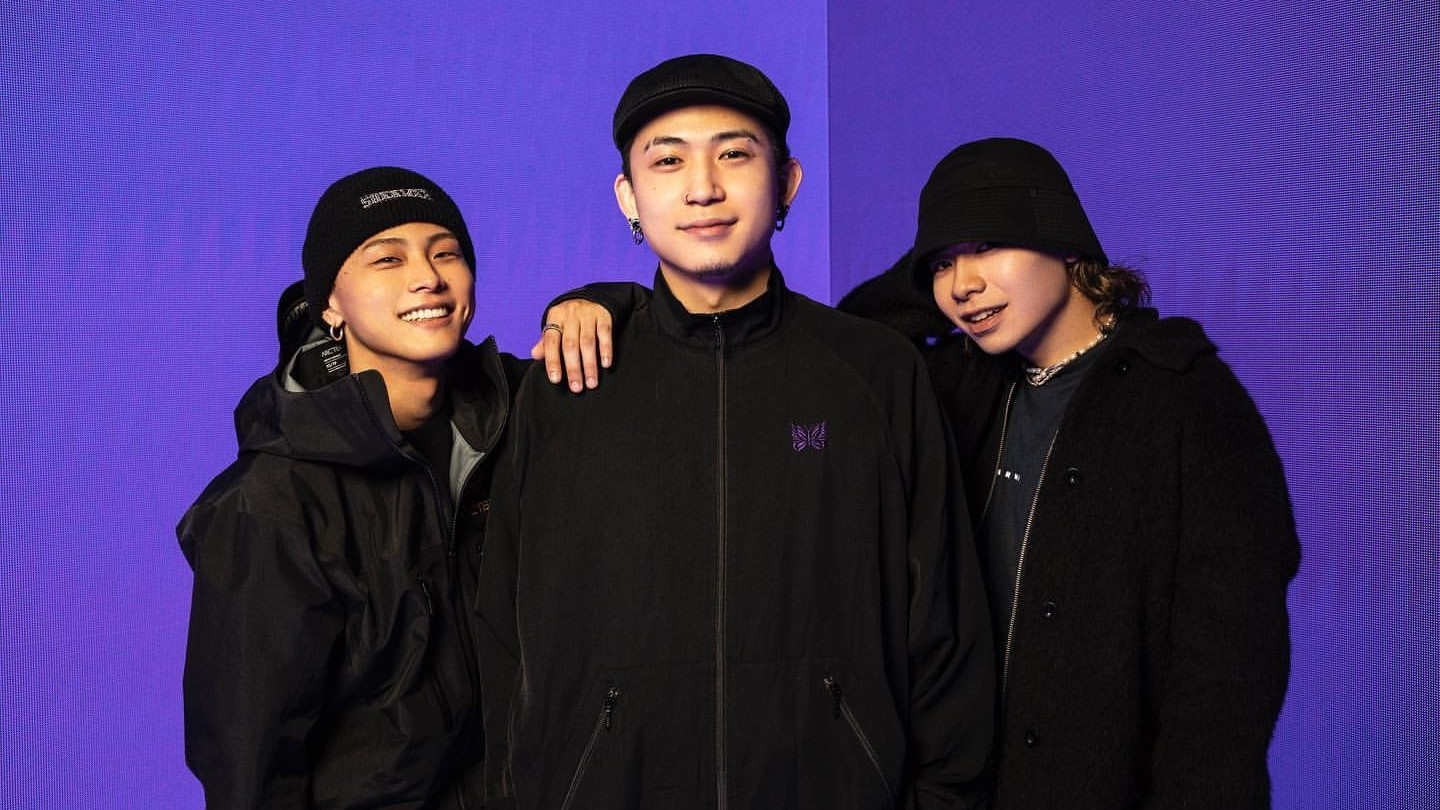
RYOMA（左）KOH（中央）YUKI（右）

ローカルカンピオーネ（Local Campione）は、リーダーのYUKI（ユウキ）・KOH（コウ）・RYOMA（リョウマ）の3人組クリエイター。メンバー全員が元ダンサー。Tiktokerとしては2020年5月より活動を開始。スターミュージック・エンタテインメント所属。

## 概要
さまざまな楽曲にオリジナルのダンスをつけた動画を投稿し、TikTokをはじめ1年足らずでフォロワーが約58万人を突破。数々のダンストレンドを生み、その他メディアまで派生しバズった事例は数知れず。
若者を中心に数々のトレンドを生み出しているショートムービープラットフォーム・TikTokでは音楽クリップの視聴のみならず、短い動画クリップの撮影や編集、動画クリップへの特殊効果の追加が可能となっている。
多種多様なジャンルの楽曲BGMをリストから選択し撮影した動画にBGMを組み合わせて編集することで、オリジナルの動画が作成できる。
彼らが投稿した『ロコローション』の振り付け動画は、投稿後25万件以上の“いいね”が付けられ、再生数も550万回を超えている。（2021年10月8日現在） さらに人気TikTokerや“ORANGE RANGE”のRYOもダンス動画を見て自身の公式アカウントにて彼らの振りを真似して踊った投稿を公開し、一気に拡散された。
動画に使用されている楽曲はいつの作品であるかはあまり関係がなく、キャッチーな言葉やみんなが楽しく踊れそうなところを選び、真似しやすい振り付けや多少難しくても覚えて踊りたくなくなるものを思考している。
| 基本情報     | 基本情報                                                                                 |
| ------------ | ---------------------------------------------------------------------------------------- |
| メンバー     | YUKI KOH RYOMA                                                                           |
| 旧メンバー   | TOMOYA                                                                                   |
| 生年月日     | YUKI：1996年（平成8）11月12日 KOH：1994年（平成6）12月19日 RYOMA：1997年（平成9）7月31日 |
| 血液型       | YUKI：A型 KOH：O型 RYOMA：O型                                                            |
| 出身地       | YUKI：鳥取県 KOH：秋田県 RYOMA：京都府                                                   |
| 活動期間     | 2020年５月‐                                                                              |
| 所属事務所   | スターミュージック・エンタテインメント                                                   |
| 事務所所在地 | 〒150-0041 東京都渋谷区神南1丁目12-16 アジアビル 4F                                      |

## 主なSNSプラットフォーム
| SNS       | SNS                                                                                     |
| --------- | --------------------------------------------------------------------------------------- |
| Tiktok    | @Local Campione @yuki_fromlc @koh_fromlc @ryoma_fromlc @localsubpione @localcampione_mg |
| Instagram | @localcampione @yuki_fromlc @koh_fromlc @ryoma_fromlc                                   |
| YouTube   | Local Campione                                                                          |
| Twitter   | @localcampione @yuki__fromlc @koh_fromlc @ryoma_fromlc                                  |
| LINE      | YUKI KOH RYOMA                                                                          |

## 音楽活動
from LC名義で５曲、Local Campione名義で２曲をリリース。2022年7月現在、全てLocal Campione名義に統一されている。
| タイトル     | リリース日     | リリース時の名義               | 作成                                   |
| ------------ | -------------- | ------------------------------ | -------------------------------------- |
| KOUMIETE     | 2021年５月12日 | from LC                        | Kousuke Saeki、Local Campione、type-AB |
| Feelin' Good | 2021年6月9日   | from LC                        | Local Campione、TAKA、senna rain       |
| Lemonade     | 2021年7月28日  | from LC                        | Local Campione、TAKA                   |
| My Buddy     | 2021年10月29日 | from LC                        | Local Campione、TAKA                   |
| アリス       | 2021年12月25日 | from LC & VILLSHANA            | VILLSHANA                              |
| NIYA NIYA    | 2022年3月30日  | Local Campione & Billy Laurent | Local Campione & Billy Laurent         |
| Bad Morning  | 2022年6月11日  | Local Campione                 | Billy Laurent、Jowoki、ashtrayy        |
| BABY×2       | 2022年7月24日  | Local Campione                 | Local Campione                         |

## 出演

### テレビ番組
| 番組名                                      | 放送日                       | 放送局                    | 備考                                |
| ------------------------------------------- | ---------------------------- | ------------------------- | ----------------------------------- |
| OTONARI!                                    | 2021年5月13日                | SPASE SHOWER TV(CS放送)   | 放送局HP                            |
| シェアリーハウス☆                           | 2021年6月１日 2021年6月８日  | TOKYO MIX                 | キラバズTV                          |
| Tune                                        | 2021年7月22日                | フジテレビ                |                                     |
| OTONARI!夏祭り ～怒涛のライブラッシュ90分～ | 2021年8月12日                | SPASE SHOWER TV(CS放送)   | 歌唱出演                            |
| news zero                                   | 2021年10月6日                | 日本テレビ                | 番組HP                              |
| ～夢のオーディションバラエティー～Dreamer Z | 2021年10月24日～             | テレビ東京                | 弾き語り Z オーディション審査員出演 |
| CDTV ライブ！ライブ！                       | 2021年12月6日                | TBSテレビ                 | 番組HP                              |
| めざましテレビ                              | 2021年12月10日               | フジテレビ                | ENTERTAMENT インタビュー出演        |
| めざましテレビ                              | 2021年11月1日～ 2021年2月3日 | フジテレビ系 仙台放送     | おはキュンみやぎ                    |
| Da-iCE MUSIC Lab                            | 2022年5月18日                | 日本テレビ                | 番組HP                              |
| ゴリエと申します。                          | 2022年5月20日                | フジテレビ系 関東ローカル | 番組HP                              |
| Z STUDIO ひまつぶ荘                         | 2022年8月18日                | 日本テレビ                | 番組HP RYOMAのみ出演                |
| 歌のシン・トップテン                        | 2022年11月6日                | 日本テレビ                | 番組HP RYOMAのみ出演                |
| スクール革命！                              | 2022年11月13日               | 日本テレビ                | 番組HP                              |

### インターネット番組
- ABEMA　7.2 新しい別の窓#39　（2021年6月6日）
- YouTube　CulTV「カルゲーム」１～５話（2021年12月26日〜2021年12月30日）
- YouTube　blackboard -One Cut Live Show-（2022年5月20日）「NIYA NIYA（blackboard version）」歌唱
- ABEMA　adidas football fes. -前半戦-（2022年11月5日）

### イベント・プロジェクト等
- MUGENDAI Vol.5 クリスマスイベント（2021年12月19日）
- 日本工学院八王子専門学校コンサート・イベント科 presents FUNCHAIN（2022年2月7日）
- A|X ARMANI EXCHANGE Clap for Youプロジェクト（2022年7月20日～2022年9月19日）
- シン・ミュージックナイター　Baseball-Dance Fes2022（2022年8月14日）※台風の影響によりリモート出演
- ArmaniExchange 原宿キャットストリート店1日店長（2022年8月27日）
- マイナビ TOKYO GIRLS COLLECTION 2022 AUTUMN/WINTER TikTokアンバサダー（2022年9月3日）※ランウェイ出演有り
- Kuu Presents SAPPORO COLLECTION 2022 AUTUMN/WINTER (2022年10月29日)
- 尼フェス “ARTIST EDITION” 2022（2022年11月19日）

### MV
- 大塚愛「恋フル」（2021年）
- TENSONG「東京イリュージョン」（2022年）
- Billy Laurent「Go Sign」（2022年）
- meiyo「未完成レゾナンス」（2022年）
- Little Glee Monster「UP TO ME!」（2023年）

### 雑誌掲載
- 日経エンタテイメント！（2021年10月号）インタビュー掲載
- Hanako（2022年9月号）インタビュー掲載

## 振付
- 大塚愛　【 LOVE POP 】収録曲【 恋フル 】（2021年12月8日）振付　※MV出演有り
- カンロ　マロッシュ 振付・監修　江本佑、くれいじーまぐねっと出演

【WEB CM】【 メイキング 】【 新ウェブCM＆新商品発表会 】
- ピザーラ　エビマヨダンス　振付　【 エビマヨクォーター「エビマヨダンス」篇 】
- ブルポン　プチシリーズ　【ちょうどいいよ！てっちゃんプチクマ編】振付監修　出川哲朗出演

- Little Glee Monster【UP TO ME!】（2023年11月16日）※MV出演有り